# Michael Grenda
Michael Grenda, född den 24 april 1962, är en australisk tävlingscyklist som tog OS-guld i lagförföljelsen vid olympiska sommarspelen 1984 i Los Angeles. 